# ロビー・ブライトウェル
ロバート・"ロビー"・イアン・ブライトウェル（Robert ("Robbie") Ian Brightwell、1939年10月27日 - 2022年3月6日）は、イギリスの陸上競技選手。1964年東京オリンピックの銀メダリストである。イギリス植民地下のインドのラーワルピンディー（現在のパキスタン）出身。

## 経歴
ブライトウェルは、1958年のウェールズのカーディフで行われたコモンウェルスゲームズに出場。220ヤードで準決勝進出を果たす。その1ヶ月後のヨーロッパ選手権では200mでは決勝に進出。21秒9で5位入賞を果たした。
ブライトウェルは、1960年に初めてのオリンピックとなるローマオリンピックに出場。この大会では400mと4×400mリレーの2種目にエントリーした。400mでは、予選で46秒2、準決勝で46秒1と連続して英国新記録を出したが、準決勝では4位であったため、決勝に進出することはできなかった。一方、4×400mリレーは決勝に進出し、5位という成績を残している。
1961年に彼の400mの英国記録は、エイドリアン・メトカーフによって破られるものの、1962年のヨーロッパ選手権において45秒9の英国新記録を出し、さらに同大会の優勝も果たした。
ブライトウェルは、1964年に2度目のオリンピックとなる東京オリンピックに出場。400mでは優勝候補の一人と目されていた。準決勝は45秒79でトップのタイムで決勝進出を果たした。ところが、決勝では、予選よりも早い45秒75（45秒7）を出したものの、アメリカのマイケル・ララビーの45秒1をはじめ3人の選手がブライトウェルの記録を上回り、惜しくも4位でメダルに手が届かなかった。しかし、4×400mでは、世界新記録で優勝したアメリカに次いで2位となり、ブライトウェルは銀メダルを獲得した。
ブライトウェルは、婚約者であるアン・パッカーとともに東京オリンピックに出場していた。この大会でパッカーは800mで金メダル、400mで銀メダルを獲得しており、2人そろってメダリストとなった。パッカーが800mに優勝した直後、フィールドにいたブライトウェルのもとへ駆け寄り抱擁する姿は市川崑監督の記録映画にも収録されている。オリンピック後の1964年12月にブライトウェルはパッカーと結婚し、3人の男児をもうけた。そのうちの2人はマンチェスター・シティFCの選手になった。また、1965年には夫婦揃ってMBEに叙されている。
2022年3月6日、死去。

## 主な実績
| 年   | 大会                   | 場所                         | 種目          | 結果 | 記録     |
| ---- | ---------------------- | ---------------------------- | ------------- | ---- | -------- |
| 1958 | ヨーロッパ陸上選手権   | ストックホルム(スウェーデン) | 400m          | 5位  | 21秒9    |
| 1960 | オリンピック           | ローマ(イタリア)             | 4×400mリレー  | 5位  | 3分08秒3 |
| 1962 | ヨーロッパ陸上選手権   | ベオグラード(ユーゴスラビア) | 400m          | 1位  | 45秒9    |
| 1962 | ヨーロッパ陸上選手権   | ベオグラード(ユーゴスラビア) | 4×400mリレー  | 2位  | 3分05秒9 |
| 1962 | コモンウェルスゲームズ | パース(オーストラリア)       | 440yd         | 2位  | 46秒86   |
| 1962 | コモンウェルスゲームズ | パース(オーストラリア)       | 4×440ydリレー | 2位  | 3分11秒2 |
| 1964 | オリンピック           | 東京(日本)                   | 400m          | 4位  | 45秒7    |
| 1964 | オリンピック           | 東京(日本)                   | 4×400mリレー  | 2位  | 3分01秒6 |